# Гола сингулярність
Гола сингулярність (англ. Naked singularity) — гіпотетичне поняття загальної теорії відносності, що означає гравітаційну сингулярність без горизонту подій. У класичній чорній дірі сингулярність повністю закрита межею, відомою як горизонт подій, усередині якої викривлення простору-часу настільки сильне, що світло не може вийти за цю межу. Отже, об'єкти всередині горизонту подій, включаючи саму сингулярність, не можна спостерігати безпосередньо. Голу сингулярність, у разі її існування, навпаки, можна було б спостерігати ззовні.
Можливість існування голих сингулярностей призволила б до фундаментальних проблем для загальної теорії відносності, оскільки загальна теорія відносності не дозволяє розрахувати еволюцію простору-часу поблизу сингулярності. У звичайних чорних дірах така проблема не виникає, оскільки зовнішній спостерігач не може бачити простір-час всередині горизонту подій.
Принцип космічної цензури проголошує неможливість голих сингулярностей. Однак вони можуть існувати в теоріях петльової квантової гравітації.
Голих сингулярностей у природі не спостерігалося. Астрономічні спостереження чорних дір вказують, що швидкість їхнього обертання нижча за поріг створення голої сингулярності (параметр обертання 1).

## Можливість утворення
У концепції обертових чорних дір показано, що сингулярність, що швидко обертається, може стати кільцеподібним об'єктом. Це призводить до появи двох горизонтів подій, а також ергосфери, які зближуються в міру зростання моменту імпульсу сингулярності. Коли зовнішній і внутрішній горизонти подій зливаються, вони стискаються до обертової сингулярності і зрештою відкривають її для решти Всесвіту.
Сингулярність, що обертається досить швидко, може виникнути в результаті колапсу пилу абонаднової зорі.
Математик Деметріос Крістодулу, лауреат премії Шоу, показав можливість виникнення голих сингулярностей, але потім довів їх нестійкість.

## Метрики

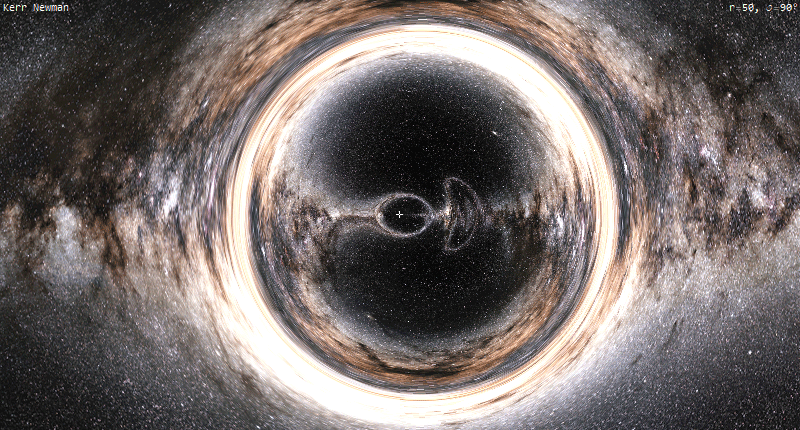
Розраховане зображення гіпотетичної оголеної сингулярності на фоні Чумацького Шляху. Параметри сингулярності M=1, a²+Q²=2M². Сингулярність розглядається з її екваторіальної площини під кутом θ=90° (з ребра).

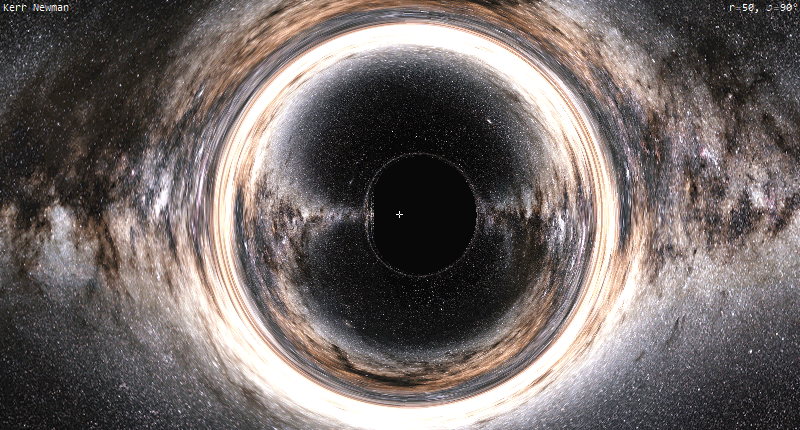
Порівняння з екстремальною чорною дірою з M=1, a²+Q²=1M².

Зникнення горизонту подій можливе вметриці Керра, яка описує обертову чорну діру в вакуумі. Воно відбувається, якщо її момент імпульсу достатньо великий. Перетворивши метрику Керра в координати Бойера-Ліндквіста, можна показати, що координата {\displaystyle r} (яка не є радіусом) горизонту подій
{\displaystyle r_{\pm }=\mu \pm (\mu ^{2}-a^{2})^{1/2}},
де {\displaystyle \mu =GM/c^{2}}, і {\displaystyle a=J/Mc}. У цьому випадку, «зникнення горизонту подій» означає, що розв'язки для {\displaystyle r_{\pm }} є комплексними, або {\displaystyle \mu ^{2}<a^{2}}. Це відповідає випадку, коли {\displaystyle J} перевищує {\displaystyle GM^{2}/c} (або в одиницях Планка, {\displaystyle J>M^{2}}), тобто момент імпульсу більший за те, що зазвичай вважається верхньою межею його фізично можливих значень.
Зникнення горизонту подій також можна побачити в метриці Райсснера-Нордстрема для зарядженої чорної діри. У цій метриці можна показати, що горизонти знаходяться на
{\displaystyle r_{\pm }=\mu \pm (\mu ^{2}-q^{2})^{1/2}},
де {\displaystyle \mu =GM/c^{2}}, та {\displaystyle q=GQ^{2}/(4\pi \epsilon _{0}c^{4})}. В разі {\displaystyle \mu ^{2}<q^{2}} обидва значення {\displaystyle r_{\pm }} є комплексними. Це означає, що метрика є регулярною для всіх додатних значень {\displaystyle r}, або, іншими словами, сингулярність не має горизонту подій. Однак це відповідає випадку, коли {\displaystyle Q/{\sqrt {4\pi \varepsilon _{0}}}} перевищує {\displaystyle M{\sqrt {G}}} (або в одиницях Планка, {\displaystyle Q>M}), тобто заряд перевищує те, що зазвичай вважається верхньою межею його фізично можливих значень.

## Ефекти
Наявність голої сингулярності дозволяє вченим спостерігати стиснення об'єкта до нескінченної щільності, яке за нормальних обставин неможливо. По ряду оцінок, відсутність горизонту подій дозволить голим сингулярностям випромінювати світло.

## Принцип космічної цензури
Принцип космічної цензури, сформульований в 1969 році Роджером Пенроузом, стверджує, що гола сингулярність не може виникнути в нашому Всесвіті при реальних початкових умовах.
Події LIGO, включаючи GW150914, узгоджуються з відсутністю голих сингулярностей.
Деякі дослідження показують, що, якщо вірна теорія петльової квантової гравітації, то в природі можуть існувати голі сингулярності, порушуючи принцип космічної цензури. Чисельні розрахунки та деякі інші аргументи також дозволяють таку можливість.

## У науковій фантастиці
- У фільмі «Інтерстеллар» Крістофера Нолана відсутність голої сингулярності заважає людству завершити теорію квантової гравітації через недоступність експериментальних даних із горизонту подій.
- У романі Вонди Мак-Інтайра «Зоряний шлях» виявляється, що гола сингулярність є побічним ефектом експериментів з подорожей у часі та загрожує знищити Всесвіт, якщо експерименти з подорожей у часі не будуть зупинені до їх початку.
- У візуальній новелі «Steins;Gate» гола сингулярність використовується для стиснення оцифрованих спогадів головного героя до меншого розміру, щоб потім відправити їх назад у часі за допомогою імпровізованої «машини для стрибка в часі».
- Науково-фантастична трилогія Майкла Харрісона «Світло», «Новий розмах» та «Порожній простір» присвячена дослідженням голою сингулярності.
- «Темна небезпека» Джеймса Гласса (опубліковано в журналі Astounding Science Fiction, березень 2005 року) описує ситуацію, коли екіпаж космічного корабля потрапляє вергосферу чорної діри або сингулярності, і яким чином він вибирається з цієї, здавалося б, безвихідної ситуації.
- У серії космічних опер Xeelee Sequence Стівена Бакстера описано масивне кільце, яке створює голу сингулярність. Вона використовується героями опер для переміщення в інший всесвіт.
- В американському фантастичному телесеріалі Зоряний крейсер «Галактика» в епізоді під назвою «Daybreak» (2004) колонія Сайлони обертається по орбіті навколо голої сингулярності.
- У трилогії Пітера Гамільтона «Світанок» (англ. The Night's Dawn) «сплячий бог», мабуть, є голою сингулярністю.
- У комп'ютерній грі «Космічна станція 13» двигуни станції виробляють енергію за рахунок маленької голої сингулярності.